# خوسيه سيفوينيتس
خوسيه سيفوينيتس (مواليد 12 مارس 1999) هو لاعب كرة قدم إكوادوري يلعب في مركز خط الوسط في نادي لوس أنجلوس.

## روابط خارجية
- خوسيه سيفوينيتس على موقع الاتحاد الأوربي (الإنجليزية)
- خوسيه سيفوينيتس على موقع الدوري الأمريكي (الإنجليزية)
- خوسيه سيفوينيتس على موقع إي إس بي إن إف سي (الإنجليزية)
- خوسيه سيفوينيتس على موقع قاعدة بيانات كرة القدم.إي يو (الإنجليزية)
- خوسيه سيفوينيتس على موقع ليكيب (الفرنسية)
- خوسيه سيفوينيتس على موقع ناشيونال فوتبول تيمز (الإنجليزية)
- خوسيه سيفوينيتس على موقع Soccerway.com (الإنجليزية)
- خوسيه سيفوينيتس على موقع عالم كرة القدم.نت (الإنجليزية)